# Serrat de la Bada
El Serrat de la Bada és una serra situada al municipi d'Arsèguel, a la comarca catalana de l'Alt Urgell. S'hi han instal·lat infraestructures de telefonia mòbil.